# Stickhausen
Stickhausen is een dorpje in de Duitse gemeente Detern in Nedersaksen. Tussen 1432 en 1435 werd de Burg Stickhausen gebouwd door de graaf van Oldenburg om zijn handelsroutes veilig te stellen. Rondom de burcht ontstond langs de rivier Jümme het dorp Stickhausen.

## Afbeeldingen

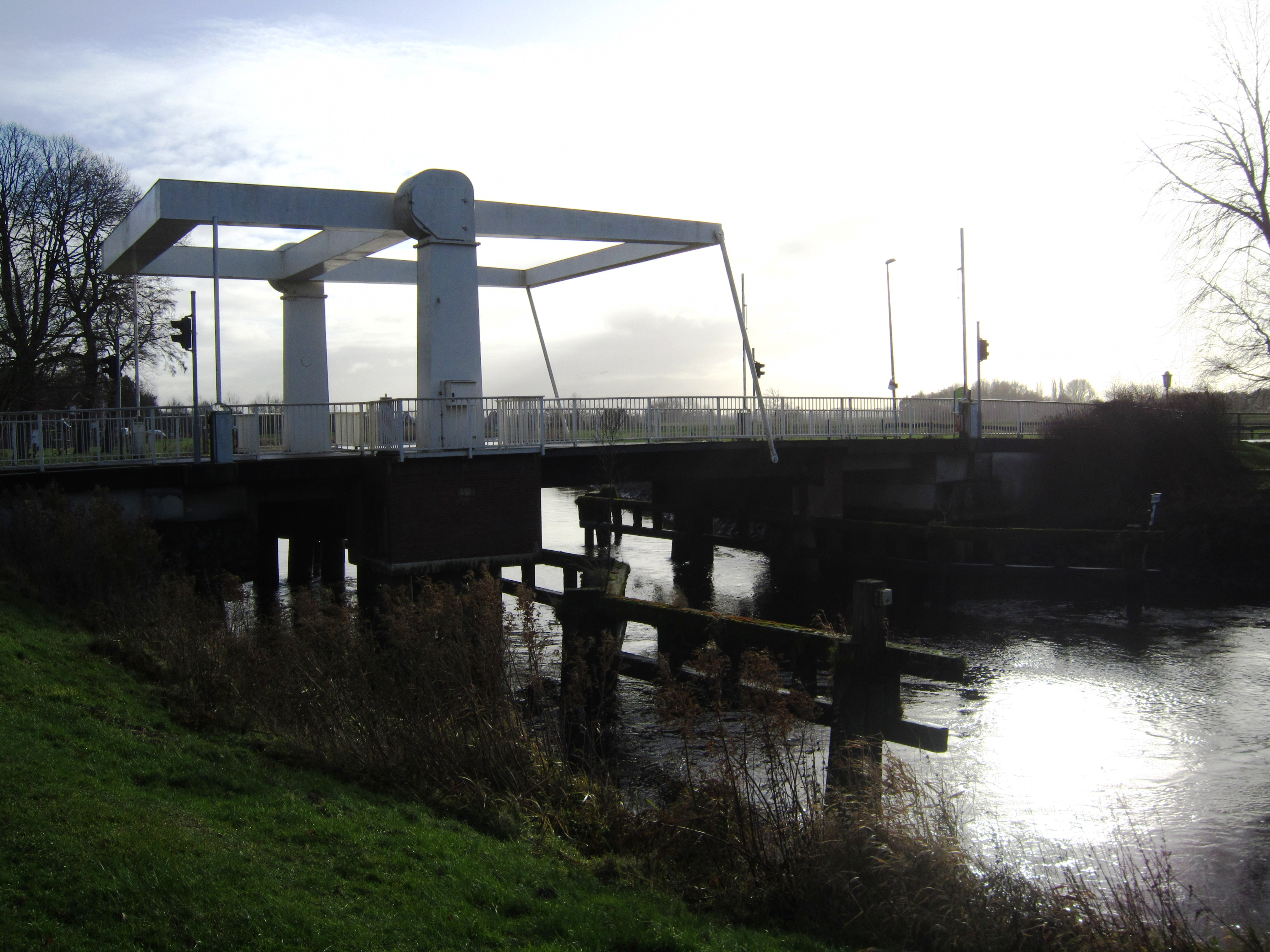
Brug over de rivier de Jümme
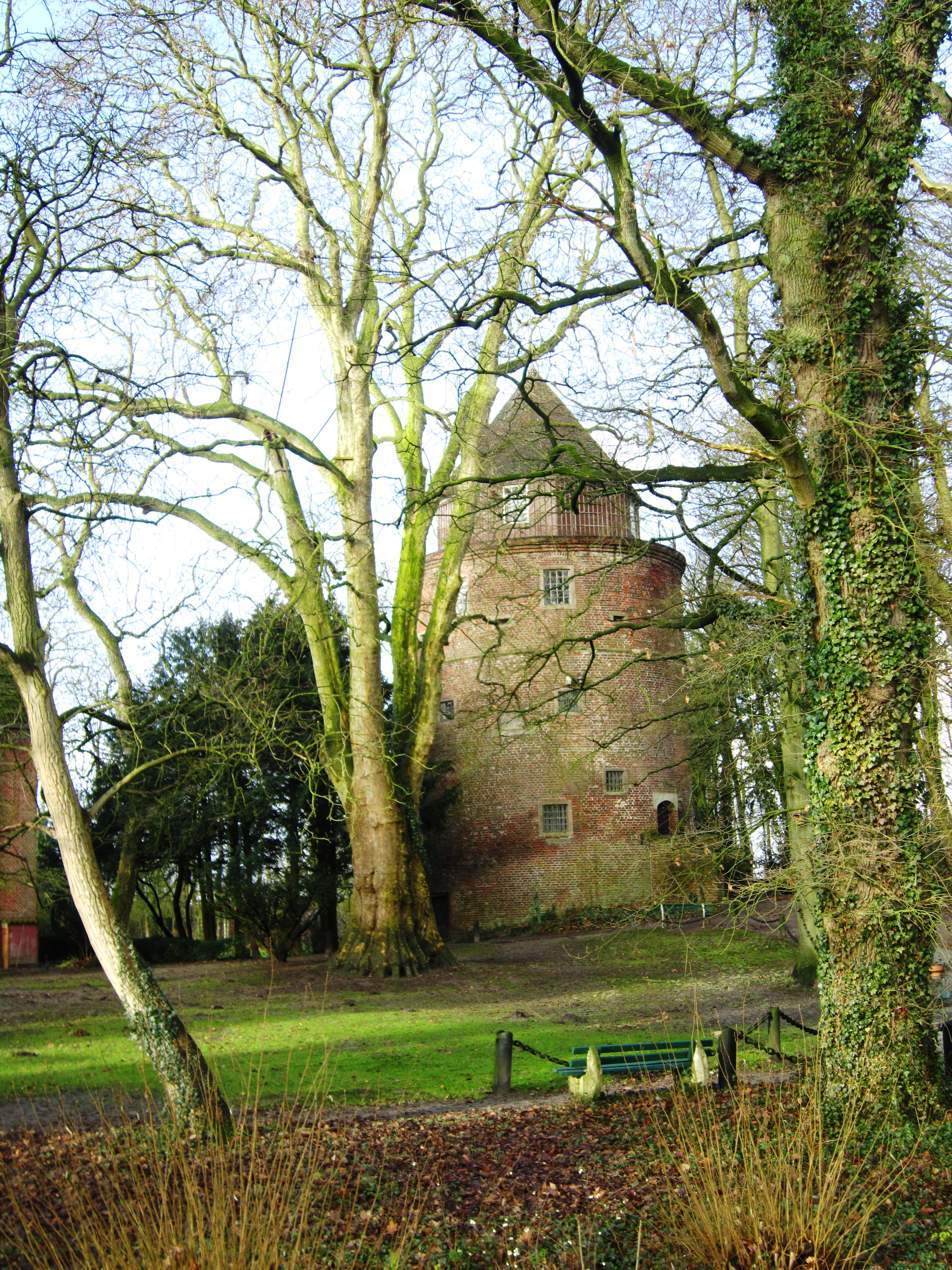
De kasteeltoren

- Gemeinsame Normdatei: 115086897X
- Virtual International Authority File: 9851151656219208400009